# Saint-Germain (Aube)
Saint-Germain is een gemeente in het Franse departement Aube in de regio Grand Est. De plaats maakt deel uit van het arrondissement Troyes. Saint-Germain telde op 1 januari 2022 2.402 inwoners.

## Geschiedenis
De plaats hing af van de abdij Notre-Dame aux Nonnains in Troyes.
In 1790 werd de gemeente opgericht en ze telde toen ongeveer 360 inwoners. Vier jaar later werd Chevillèle bij de gemeente gevoegd.
Saint-Germain maakte deel uit van het kanton Troyes-6 totdat dit op 22 maart 2015 werd opgeheven en de gemeente werd opgenomen in het op die dag gevormde kanton Saint-André-les-Vergers.

## Geografie
De oppervlakte van Saint-Germain bedraagt 13,8 km², de bevolkingsdichtheid is 165 inwoners per km² (per 1 januari 2019).
Naast Saint-Germain (Bourg) telt de gemeente nog drie woonkernen: Lépine, Linçon en Chevillèle.
De autosnelweg A5 loopt door de gemeente.
De onderstaande kaart toont de ligging van Saint-Germain met de belangrijkste infrastructuur en aangrenzende gemeenten.

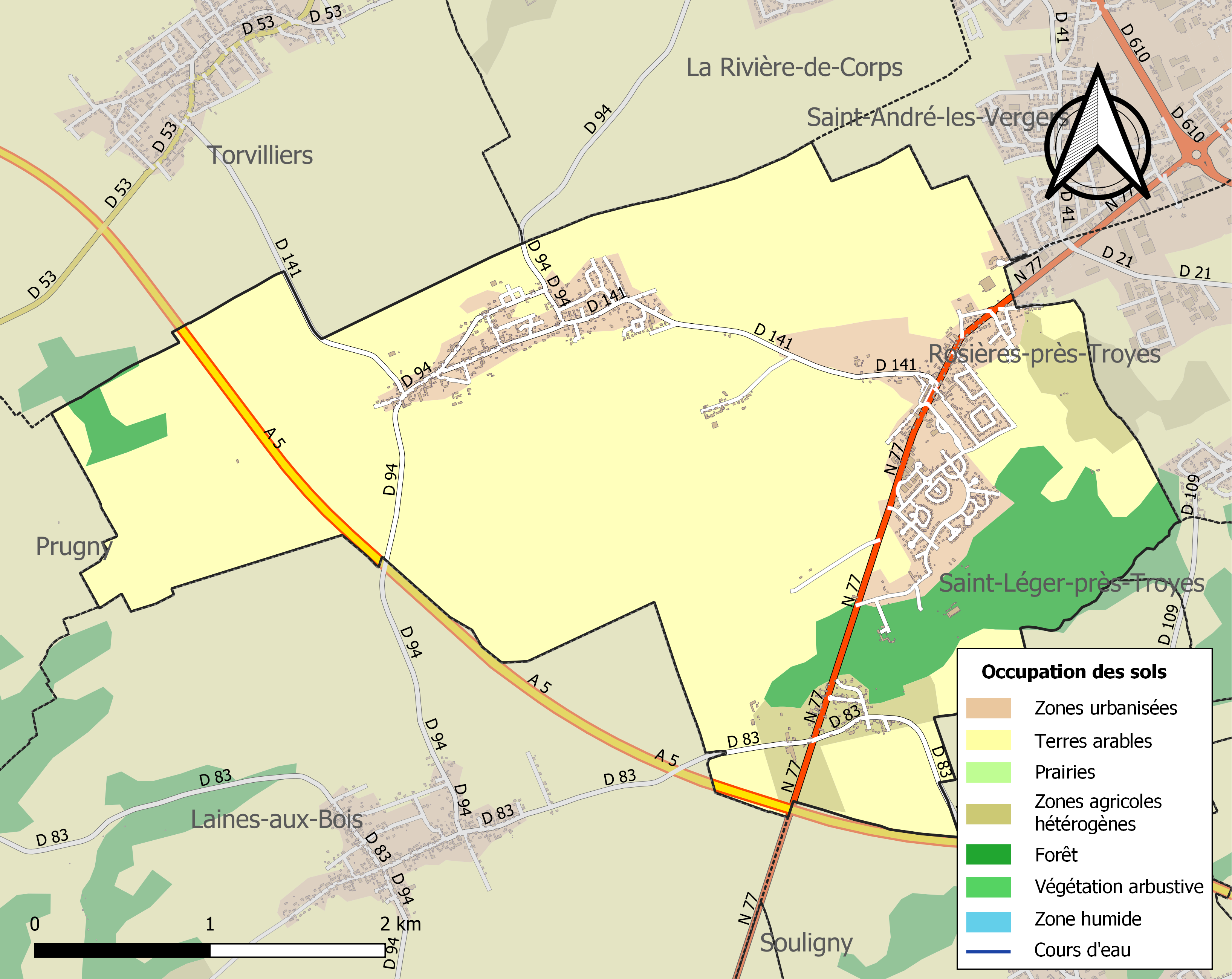

## Demografie
Onderstaande figuur toont het verloop van het inwonertal (bron: INSEE-tellingen).

Vanwege een beveiligingsprobleem met de MediaWiki Graph-software is het momenteel niet mogelijk deze grafiek weer te geven. Zodra de software is bijgewerkt zal de grafiek vanzelf weer zichtbaar worden.